# 長谷部慶治
長谷部 慶治（はせべ けいじ、1914年10月8日 - 没年不詳）は、山形県酒田市出身の脚本家、映画監督。
別名義に長谷部慶次がある。ただし、録音技師の「長谷部 慶治」は当記事人物ではない、同姓同名の別人である。

## 来歴
1914年10月8日、山形県酒田市に生まれる。
1945年製作の『娘道成寺』で脚本を担当したが、本作は劇場未公開となった。
次作となった1953年7月28日公開の『明日はどっちだ』では監督を担当し、以後監督と脚本で映画やテレビ作品の多くを手掛けた。
1963年11月16日公開で今村昌平と共同脚本を担当した『にっぽん昆虫記』が1963年度第14回ブルーリボン賞を受賞するなど、受賞歴も数多い。
没年不詳。

## 映画作品
| 公開日         | 作品名               | 担当 | 製作                   |
| -------------- | -------------------- | ---- | ---------------------- |
| 1945年         | 『娘道成寺』         | 脚本 | 国際文化振興会         |
| 1953年7月28日  | 『明日はどっちだ』   | 監督 | スタジオ８プロ＝新東宝 |
| 1954年1月9日   | 『第二の接吻』       | 監督 | 滝村プロ               |
| 1954年11月22日 | 『億万長者』         | 脚本 | 青年俳優クラブ         |
| 1955年8月31日  | 『こころ』           | 脚本 | 日活                   |
| 1956年6月8日   | 『或る夜ふたたび』   | 脚本 | 歌舞伎座               |
| 1956年6月28日  | 『処刑の部屋』       | 脚本 | 大映東京               |
| 1956年10月1日  | 『夏の嵐』           | 脚本 | 日活                   |
| 1957年2月27日  | 『黄色いからす』     | 脚本 | 歌舞伎座               |
| 1958年6月10日  | 『四季の愛欲』       | 脚本 | 日活                   |
| 1958年6月24日  | 『欲』               | 脚本 | 松竹京都               |
| 1958年8月19日  | 『炎上』             | 脚本 | 大映京都               |
| 1958年12月7日  | 『蟻の街のマリア』   | 脚本 | 歌舞伎座               |
| 1959年5月27日  | 『代診日記』         | 脚本 | 大映東京               |
| 1959年6月23日  | 『鍵』               | 脚本 | 大映東京               |
| 1959年11月29日 | 『大願成就』         | 脚本 | 松竹大船               |
| 1960年6月11日  | 『白い牙』           | 脚本 | 松竹京都               |
| 1963年11月16日 | 『にっぽん昆虫記』   | 脚本 | 日活                   |
| 1964年6月28日  | 『赤い殺意』         | 脚本 | 日活                   |
| 1968年11月22日 | 『神々の深き欲望』   | 脚本 | 今村プロダクション     |
| 1972年5月25日  | 『忍ぶ川』           | 脚本 | 東宝＝俳優座           |
| 1977年11月19日 | 『はなれ瞽女おりん』 | 脚本 | 表現社                 |

## テレビドラマ
以下の放送日、曜日、番組名、テレビ局名は、テレビドラマデータベースに従った。全ての作品で脚本を担当。
- 1956年8月25日 おしゃれ市場 NTV
- 1957年4月9日-7月16日 火曜 石中先生行状記 NTV
- 1957年12月11日-1958年2月5日 水曜 新釈諸国ばなし NTV
- 1959年5月18日 心に詩あり（第6回）城ヶ島の雨 白秋編 NET
- 1960年2月26日-3月4日 金曜 アゴ伝 KR
- 1960年5月5日 おかあさん(2)（第29回）遊園地 KR
- 1960年8月11日 おかあさん(2)（第43回）ボク達のジョン KR
- 1960年10月4日-1961年6月27日 火曜 そんなとき私は KR
- 1961年5月26日 ダゴンさんの恋人 TBS
- 1961年12月19日 犯行以後 TBS
- 1962年3月7日 純愛シリーズ（第36回）城のある町 TBS
- 1963年2月13日 純愛シリーズ（第85回）クリ子の自動車 TBS
- 1963年3月27日 純愛シリーズ（第91回）おり鶴の記録 TBS
- 1964年12月16日 加茂のおさ音 CX
- 1967年11月19日 わかれ HBC
- 1968年11月17日 女房の眼鏡 HBC
- 1970年6月7日 流氷の原 HBC
- 1972年12月17日 さらばD51 HBC
- 1978年9月10日 あかとんぼ HBC
- 1982年3月21日 日曜劇場 夫婦げんかと探偵 HBC
- 1983年9月4日 かげろうの花 HBC
- 1982年9月5日 日曜劇場 ふるさとは祭り HBC

## 受賞歴
- 1963年度 第14回ブルーリボン賞脚本賞 今村昌平、長谷部慶次『にっぽん昆虫記』[9]
- 1967年 第22回芸術祭賞奨励賞（テレビドラマ部門）北海道放送株式会社 ｢わかれ｣
- 1968年 第23回毎日映画コンクールスタッフ部門脚本賞 今村昌平、長谷部慶次『神々の深き欲望』
- 1972年度 第46回キネマ旬報賞脚本賞 神代辰巳（『一条さゆり 濡れた欲情』『白い指の戯れ』）・長谷部慶治、熊井啓（『忍ぶ川』）
- 1978年 第1回日本アカデミー賞優秀脚本賞 長谷部慶次、篠田正浩（『はなれ瞽女おりん』）

## 著書
- 和田夏十、長谷部慶治『処刑の部屋 : 大映映画シナリオ』映画タイムス社、1956年5月。国立国会図書館サーチ：R100000001-I13131105003058。